# The Rocketeer (série)
The Rocketeer (intitulado Rocketeer internacionalmente) é uma série de televisão infantil animada norte-americana. Estreou no Disney Junior e Disney Channel nos Estados Unidos em 8 de novembro de 2019 e em 10 de novembro no Disney Junior no Canadá. Baseado no super-herói de história em quadrinhos de mesmo nome de Dave Stevens e inspirado no filme de 1991, a série se concentra em Katherine "Kit" Secord,  uma menina de 7 anos que recebe o propulsor a jato da família em seu 7º aniversário. The Rocketeer foi direcionado para crianças pequenas.
Embora a série tenha recebido críticas geralmente positivas, ela foi cancelada após uma temporada por razões não reveladas.

## Premissa
Na cidade de Hughesville, Kit Secord, de sete anos, descobre que é secretamente a próxima na fila para se tornar a Rocketeer, uma super-heroína que usa mochila a jato e pode voar. Armada com seu novo equipamento bacana e identidade secreta, Kit sobe aos céus para proteger Hughesville e seus moradores do perigo. Ajudando-a em suas aventuras heróicas estão sua melhor amiga Tesh, o ajudante buldogue Butch e o avô mecânico de aviões Ambrose Secord.